# Michael von Synnada
Michael von Synnada (auch Michael der Bekenner; † 23. Mai 826) war ab 784 Bischof von Synnada. Er vertrat Byzanz bei diplomatischen Missionen zu Harun ar-Raschid und Karl dem Großen. Aufgrund seines Widerstandes gegen die bilderfeindliche Politik des Kaisers Leo V. wurde er verbannt. Michael von Synnada wird in den orthodoxen Kirchen und der römisch-katholischen Kirche als Heiliger verehrt. Sein Gedenktag ist der 23. Mai.

## Leben
Michael trat zunächst in ein Kloster in Hieron (Karien) ein, wurde aber 784 vom Patriarchen Tarsios zum Metropoliten von Synnada in Phrygien ernannt. In dieser Funktion nahm er am Zweiten Konzil von Nicäa teil.
Für Friedensverhandlungen reiste Michael im Jahre 806 im Auftrag des Kaisers Nikephoros I. zum Kalifen Hārūn ar-Raschīd, im Jahre 811 dann im Auftrag des Kaisers Michael I. Rhangabes an den Hof Karls des Großen, wobei Michael Papst Leo III. das Synodikon des Patriarchen von Konstantinopel, Nikephoros I., überbrachte.
Unter Kaiser Leo V. allerdings, der 815 die zweite Phase des Byzantinischen Bilderstreites einleitete, wurde er verbannt. Er starb nach langer Verfolgung und vielfachen Nachstellungen am 23. Mai 826. Das Menologion in der Ausgabe des Alexios von Maltzew gibt das Jahr 818 als Todesjahr an.

## Verehrung
Das Troparion, das zu seinen Ehren an seinem Gedenktag gesungen wird, nimmt auf seine Haltung während des Bilderstreites Bezug:

„Als allgeehrter Hoherpriester und der Frömmigkeit geweihter Dulder hast du ohne Furcht vor dem Verbot des Frevlers den herätischen Widerstand desselben besiegt, mit freier und lauter Stimme rufend: Ich verehre das Bild Christi und seiner allreinen Mutter! Deswegen verehren wir dich, o Michael!“

Reliquien des Heiligen befinden sich in den Klöstern Megisti Lavra und Iviron auf dem Berg Athos.